# IV Serie 1955-1956
La Quarta Serie 1955-1956 fu la quarta edizione di questa categoria calcistica italiana, e l'ottavo campionato interregionale disputato nel Belpaese.
Il regolamento prevedeva otto raggruppamenti da diciotto squadre, 144 in totale, ciascuno dei quali metteva in palio un posto per le finali nazionali ad eliminazione diretta che davano accesso alla Serie C, mentre erano quattro le posizioni comportanti la retrocessione.

## Girone A

### Classifica finale
L'A.S. Cenisia era una società di Torino.
|  | Pos. | Squadra           | Pt | G  | V  | N  | P  | GF | GS |
|  | ---- | ----------------- | -- | -- | -- | -- | -- | -- | -- |
|  | 1.   | Biellese          | 52 | 34 | 21 | 10 | 3  | 74 | 29 |
|  | 2.   | Pro Vercelli      | 45 | 34 | 17 | 11 | 6  | 54 | 24 |
|  | 3.   | Cuneo             | 43 | 34 | 17 | 9  | 8  | 67 | 40 |
|  | 4.   | Vogherese         | 38 | 34 | 14 | 10 | 10 | 51 | 42 |
|  | 5.   | Vado              | 37 | 34 | 12 | 13 | 9  | 53 | 43 |
|  | 6.   | Casale            | 36 | 34 | 14 | 8  | 12 | 53 | 44 |
|  | 7.   | Cenisia           | 35 | 34 | 10 | 15 | 9  | 43 | 41 |
|  | 8.   | Novese            | 33 | 34 | 11 | 11 | 12 | 38 | 42 |
|  | 9.   | Verbania Sportiva | 32 | 34 | 10 | 12 | 12 | 58 | 50 |
|  | 9.   | Asti              | 32 | 34 | 10 | 12 | 12 | 44 | 42 |
|  | 11.  | Rapallo Ruentes   | 31 | 34 | 10 | 11 | 13 | 42 | 49 |
|  | 11.  | Sammargheritese   | 31 | 34 | 9  | 13 | 12 | 29 | 45 |
|  | 13.  | Ivrea             | 30 | 34 | 9  | 12 | 13 | 32 | 39 |
|  | 13.  | Fossanese         | 30 | 34 | 9  | 12 | 13 | 41 | 57 |
|  | 15.  | Veloce Savona     | 29 | 34 | 10 | 9  | 15 | 33 | 49 |
|  | 16.  | Juventus Domo     | 28 | 34 | 7  | 14 | 13 | 27 | 49 |
|  | 17.  | Valenzana         | 26 | 34 | 8  | 10 | 16 | 23 | 45 |
|  | 18.  | Borgosesia        | 24 | 34 | 6  | 12 | 16 | 23 | 55 |

Legenda:
      Qualificato alla fase finale.
      Retrocesso in Promozione 1956-1957.
Regolamento:
Due punti a vittoria, uno a pareggio, zero a sconfitta.
Pari merito in caso di pari punti.
Note:
Il F.B.C. Veloce di Savona è poi stato riammesso in IV Serie.

## Girone B

### Classifica finale
|  | Pos. | Squadra              | Pt | G  | V  | N  | P  | GF | GS |
|  | ---- | -------------------- | -- | -- | -- | -- | -- | -- | -- |
|  | 1.   | Fanfulla             | 49 | 34 | 19 | 11 | 4  | 54 | 21 |
|  | 2.   | Snia Varedo          | 46 | 34 | 20 | 6  | 8  | 79 | 37 |
|  | 3.   | Marzoli Palazzolo    | 43 | 34 | 17 | 9  | 8  | 74 | 37 |
|  | 4.   | Pro Sesto            | 42 | 34 | 15 | 12 | 7  | 64 | 31 |
|  | 5.   | Varese               | 41 | 34 | 15 | 11 | 8  | 44 | 27 |
|  | 6.   | Melzo                | 40 | 34 | 17 | 6  | 11 | 50 | 39 |
|  | 7.   | Vis Nova Giussano    | 38 | 34 | 13 | 12 | 9  | 45 | 40 |
|  | 8.   | Gallaratese          | 37 | 34 | 11 | 15 | 8  | 46 | 40 |
|  | 9.   | Crema                | 36 | 34 | 14 | 8  | 12 | 56 | 44 |
|  | 9.   | Rhodense             | 36 | 34 | 12 | 12 | 10 | 38 | 32 |
|  | 11.  | Falck e Arcore       | 34 | 34 | 12 | 10 | 12 | 41 | 52 |
|  | 12.  | Saronno              | 31 | 34 | 11 | 9  | 14 | 33 | 46 |
|  | 13.  | Meda                 | 30 | 34 | 9  | 12 | 13 | 41 | 50 |
|  | 13.  | Cantù                | 30 | 34 | 9  | 12 | 13 | 34 | 47 |
|  | 15.  | Bovisio Masciago     | 23 | 34 | 8  | 7  | 19 | 32 | 71 |
|  | 16.  | Mariano Comense      | 22 | 34 | 7  | 8  | 19 | 35 | 59 |
|  | 17.  | Pro Lissone          | 18 | 34 | 5  | 8  | 21 | 21 | 66 |
|  | 18.  | Villasanta Aldo Sala | 16 | 34 | 5  | 6  | 23 | 36 | 84 |

Legenda:
      Qualificato alla fase finale.
      Retrocesso in Promozione 1956-1957.
Regolamento:
Due punti a vittoria, uno a pareggio, zero a sconfitta.
Pari merito in caso di pari punti.
Note:

## Girone C

### Classifica finale
L'A.C. Beretta era una società di Gardone Val Trompia (BS), l'A.S. Hellas di Verona, l'U.S. Clodia di Chioggia (VE).
|  | Pos. | Squadra              | Pt | G  | V  | N  | P  | GF | GS |
|  | ---- | -------------------- | -- | -- | -- | -- | -- | -- | -- |
|  | 1.   | Reggiana             | 54 | 34 | 22 | 10 | 2  | 77 | 35 |
|  | 2.   | Sarom Ravenna        | 51 | 34 | 21 | 9  | 4  | 48 | 21 |
|  | 3.   | Mantova              | 47 | 34 | 20 | 7  | 7  | 59 | 31 |
|  | 4.   | Pellizzari Arzignano | 43 | 34 | 16 | 11 | 7  | 59 | 41 |
|  | 5.   | Forlì                | 40 | 34 | 16 | 8  | 10 | 58 | 38 |
|  | 6.   | Beretta Gardone      | 39 | 34 | 15 | 9  | 10 | 52 | 38 |
|  | 7.   | Hellas               | 35 | 34 | 12 | 11 | 11 | 50 | 36 |
|  | 8.   | Falck Vobarno        | 33 | 34 | 11 | 11 | 12 | 42 | 39 |
|  | 9.   | Bondenese            | 32 | 34 | 12 | 8  | 14 | 44 | 42 |
|  | 9.   | Audace SME           | 32 | 34 | 13 | 6  | 15 | 36 | 46 |
|  | 11.  | Fidenza              | 31 | 34 | 11 | 9  | 14 | 38 | 41 |
|  | 11.  | Clodia               | 31 | 34 | 10 | 11 | 13 | 31 | 44 |
|  | 13.  | Faenza               | 28 | 34 | 10 | 8  | 16 | 50 | 57 |
|  | 13.  | Mogliese             | 28 | 34 | 9  | 10 | 15 | 45 | 52 |
|  | 15.  | Marzotto Manerbio    | 27 | 34 | 7  | 13 | 14 | 29 | 48 |
|  | 15.  | Carpi                | 27 | 34 | 9  | 9  | 16 | 40 | 61 |
|  | 17.  | Lumezzane            | 26 | 34 | 8  | 10 | 16 | 35 | 47 |
|  | 18.  | Adriese (-3)         | 5  | 34 | 1  | 6  | 27 | 21 | 97 |

Legenda:
      Qualificato alla fase finale.
      Retrocesso in Promozione 1956-1957.
Regolamento:
Due punti a vittoria, uno a pareggio, zero a sconfitta.
Pari merito in caso di pari punti.
Note:
M. Manerbio e Carpi sono poi stati riammessi in IV Serie.
L'Adriese è stata penalizzata con la sottrazione di 3 punti in classifica.

## Girone D

### Classifica finale
|  | Pos. | Squadra                    | Pt | G  | V  | N  | P  | GF | GS |
|  | ---- | -------------------------- | -- | -- | -- | -- | -- | -- | -- |
|  | 1.   | Bolzano                    | 53 | 34 | 23 | 7  | 4  | 64 | 19 |
|  | 2.   | Pro Gorizia                | 47 | 34 | 19 | 9  | 6  | 50 | 25 |
|  | 3.   | CRDA Monfalcone            | 43 | 34 | 15 | 13 | 6  | 50 | 36 |
|  | 4.   | Trento                     | 40 | 34 | 17 | 6  | 11 | 53 | 42 |
|  | 5.   | Travalin Dolo              | 39 | 34 | 15 | 9  | 10 | 50 | 39 |
|  | 6.   | Portogruaro                | 38 | 34 | 14 | 10 | 10 | 53 | 39 |
|  | 7.   | CRAL SAVA                  | 37 | 34 | 13 | 11 | 10 | 40 | 43 |
|  | 8.   | Belluno                    | 35 | 34 | 14 | 7  | 13 | 47 | 47 |
|  | 8.   | Sacilese                   | 35 | 34 | 12 | 11 | 11 | 36 | 39 |
|  | 10.  | Pordenone                  | 34 | 34 | 10 | 14 | 10 | 37 | 42 |
|  | 10.  | Rovereto                   | 34 | 34 | 15 | 4  | 15 | 44 | 50 |
|  | 12.  | Merano                     | 29 | 34 | 10 | 9  | 15 | 42 | 49 |
|  | 12.  | Bassano                    | 29 | 34 | 11 | 7  | 16 | 45 | 56 |
|  | 14.  | Itala Montiglio Compensati | 27 | 34 | 9  | 9  | 16 | 40 | 58 |
|  | 15.  | Schio                      | 25 | 34 | 6  | 13 | 15 | 34 | 51 |
|  | 16.  | Gradese                    | 24 | 34 | 8  | 8  | 18 | 33 | 49 |
|  | 17.  | Spilimbergo                | 22 | 34 | 5  | 12 | 17 | 22 | 40 |
|  | 18.  | Thiene                     | 21 | 34 | 5  | 11 | 18 | 33 | 49 |

Legenda:
      Qualificato alla fase finale.
      Retrocesso in Promozione 1956-1957.
Regolamento:
Due punti a vittoria, uno a pareggio, zero a sconfitta.
Pari merito in caso di pari punti.
Note:
Lo Schio è poi stato riammesso in IV Serie.

## Girone E

### Classifica finale
|  | Pos. | Squadra          | Pt | G  | V  | N  | P  | GF | GS |
|  | ---- | ---------------- | -- | -- | -- | -- | -- | -- | -- |
|  | 1.   | Siena            | 53 | 34 | 23 | 7  | 4  | 71 | 25 |
|  | 2.   | Spezia           | 50 | 34 | 21 | 8  | 5  | 60 | 27 |
|  | 3.   | Lucchese         | 45 | 34 | 20 | 5  | 9  | 80 | 28 |
|  | 4.   | Carrarese        | 39 | 34 | 13 | 13 | 8  | 39 | 28 |
|  | 4.   | Solvay Rosignano | 39 | 34 | 14 | 11 | 9  | 47 | 38 |
|  | 6.   | Cecina           | 36 | 34 | 14 | 8  | 12 | 36 | 34 |
|  | 7.   | Anconitana       | 35 | 34 | 16 | 3  | 15 | 44 | 52 |
|  | 8.   | Pontedera        | 34 | 34 | 13 | 8  | 13 | 38 | 36 |
|  | 9.   | Viareggio        | 32 | 34 | 11 | 10 | 13 | 40 | 44 |
|  | 10.  | Jesi             | 31 | 34 | 11 | 9  | 14 | 33 | 49 |
|  | 11.  | Sansepolcro      | 30 | 34 | 9  | 12 | 13 | 37 | 38 |
|  | 12.  | Pistoiese        | 29 | 34 | 9  | 11 | 14 | 46 | 47 |
|  | 12.  | Sestese          | 29 | 34 | 12 | 5  | 17 | 34 | 55 |
|  | 12.  | Vigor Senigallia | 29 | 34 | 10 | 9  | 15 | 36 | 47 |
|  | 15.  | Fabriano         | 28 | 34 | 10 | 8  | 16 | 35 | 46 |
|  | 16.  | Pisa             | 25 | 34 | 9  | 7  | 18 | 36 | 67 |
|  | 17.  | Massese          | 24 | 34 | 9  | 6  | 19 | 30 | 55 |
|  | 17.  | Poggibonsi       | 24 | 34 | 8  | 8  | 18 | 32 | 58 |

Legenda:
      Qualificato alla fase finale.
      Retrocesso in Promozione 1956-1957.
 Poi campione nazionale di categoria.
Regolamento:
Due punti a vittoria, uno a pareggio, zero a sconfitta.
Pari merito in caso di pari punti.
Note:

## Girone F

### Classifica finale
L'A.S. Sanlorenzartiglio era una società di Roma.
|  | Pos. | Squadra            | Pt | G  | V  | N  | P  | GF | GS |
|  | ---- | ------------------ | -- | -- | -- | -- | -- | -- | -- |
|  | 1.   | Chinotto Neri      | 52 | 34 | 21 | 10 | 3  | 50 | 18 |
|  | 2.   | Foligno            | 49 | 34 | 22 | 5  | 7  | 61 | 24 |
|  | 3.   | Annunziata Ceccano | 45 | 34 | 18 | 9  | 7  | 46 | 26 |
|  | 4.   | Federconsorzi      | 39 | 34 | 15 | 9  | 10 | 58 | 41 |
|  | 4.   | Torres             | 39 | 34 | 14 | 11 | 9  | 46 | 34 |
|  | 6.   | Montevecchio       | 37 | 34 | 13 | 11 | 10 | 47 | 37 |
|  | 7.   | Iglesias           | 36 | 34 | 12 | 12 | 10 | 50 | 42 |
|  | 7.   | Frosinone          | 36 | 34 | 13 | 10 | 11 | 45 | 42 |
|  | 9.   | Romulea            | 35 | 34 | 12 | 11 | 11 | 50 | 41 |
|  | 10.  | Città di Castello  | 34 | 34 | 15 | 4  | 15 | 55 | 43 |
|  | 10.  | Sora               | 34 | 34 | 15 | 4  | 15 | 40 | 46 |
|  | 10.  | Terracina          | 34 | 34 | 12 | 10 | 12 | 35 | 41 |
|  | 13.  | Perugia            | 32 | 34 | 13 | 6  | 15 | 45 | 44 |
|  | 14.  | Ternana            | 31 | 34 | 13 | 5  | 16 | 48 | 53 |
|  | 15.  | Calangianus        | 31 | 34 | 10 | 11 | 13 | 33 | 45 |
|  | 16.  | ATAC               | 19 | 34 | 5  | 9  | 20 | 25 | 60 |
|  | 17.  | Sanlorenzartiglio  | 16 | 34 | 3  | 10 | 21 | 26 | 73 |
|  | 18.  | Umbertide          | 13 | 34 | 5  | 3  | 26 | 26 | 76 |

Legenda:
      Qualificato alla fase finale.
      Retrocesso in Promozione 1956-1957.
 Retrocessione diretta.
Regolamento:
Due punti a vittoria, uno a pareggio, zero a sconfitta.
Pari merito in caso di pari punti.
Note:
Calangianus retrocesso dopo aver perso lo spareggio contro l'ex aequo Ternana.

### Risultati

#### Spareggio salvezza
|             | Risultati |         | Luogo e data                  |
| ----------- | --------- | ------- | ----------------------------- |
| Calangianus | 0-0       | Ternana | Civitavecchia, 31 maggio 1956 |
|             |           |         |                               |
| Calangianus | 0-2       | Ternana | Roma, 10 giugno 1956          |
|             |           |         |                               |

La ripetizione, secondo le norme di allora fu necessaria a seguito del bilancio paritario avutosi nella prima gara.

## Girone G

### Classifica finale
|  | Pos. | Squadra                 | Pt | G  | V  | N  | P  | GF | GS |
|  | ---- | ----------------------- | -- | -- | -- | -- | -- | -- | -- |
|  | 1.   | Pescara                 | 49 | 34 | 22 | 5  | 7  | 78 | 26 |
|  | 2.   | Foggia                  | 48 | 34 | 22 | 4  | 8  | 78 | 26 |
|  | 3.   | Andria                  | 41 | 34 | 17 | 7  | 10 | 52 | 32 |
|  | 3.   | Chieti                  | 41 | 34 | 15 | 11 | 8  | 47 | 37 |
|  | 5.   | Teramo                  | 40 | 34 | 18 | 4  | 12 | 59 | 40 |
|  | 5.   | Giulianova              | 40 | 34 | 17 | 6  | 11 | 58 | 46 |
|  | 7.   | L'Aquila                | 37 | 34 | 14 | 9  | 11 | 38 | 39 |
|  | 8.   | Sangiorgese             | 36 | 34 | 15 | 6  | 13 | 41 | 42 |
|  | 8.   | Matera                  | 36 | 34 | 14 | 8  | 12 | 49 | 54 |
|  | 10.  | Trani                   | 35 | 34 | 13 | 9  | 12 | 43 | 37 |
|  | 11.  | Barletta                | 34 | 34 | 15 | 4  | 15 | 64 | 52 |
|  | 11.  | Audace Cerignola        | 34 | 34 | 13 | 8  | 13 | 37 | 42 |
|  | 13.  | Campobasso              | 32 | 34 | 12 | 8  | 14 | 44 | 42 |
|  | 13.  | Lecce                   | 32 | 34 | 11 | 10 | 13 | 33 | 36 |
|  | 15.  | Toma Maglie             | 29 | 34 | 12 | 5  | 17 | 44 | 64 |
|  | 16.  | Castelfidardo           | 25 | 34 | 10 | 5  | 19 | 34 | 58 |
|  | 17.  | Pescopagano             | 13 | 34 | 3  | 7  | 24 | 23 | 79 |
|  | 18.  | Monticchio Potenza (-3) | 7  | 34 | 4  | 2  | 28 | 19 | 89 |

Legenda:
      Qualificato alla fase finale.
      Retrocesso in Promozione 1956-1957.
Regolamento:
Due punti a vittoria, uno a pareggio, zero a sconfitta.
Pari merito in caso di pari punti.
Note:
Potenza penalizzato con la sottrazione di 3 punti in classifica.

## Girone H

### Classifica finale
|  | Pos. | Squadra                | Pt | G  | V  | N  | P  | GF | GS |
|  | ---- | ---------------------- | -- | -- | -- | -- | -- | -- | -- |
|  | 1.   | Reggina                | 52 | 34 | 23 | 6  | 5  | 56 | 24 |
|  | 2.   | Cirio                  | 46 | 34 | 17 | 12 | 5  | 51 | 28 |
|  | 3.   | Cosenza                | 43 | 34 | 16 | 11 | 7  | 60 | 33 |
|  | 3.   | Trapani                | 43 | 34 | 15 | 13 | 6  | 51 | 25 |
|  | 5.   | Avellino               | 41 | 34 | 17 | 7  | 10 | 52 | 29 |
|  | 6.   | Marsala                | 37 | 34 | 13 | 11 | 10 | 53 | 30 |
|  | 6.   | CRAL AERFER Pomigliano | 37 | 34 | 14 | 9  | 11 | 41 | 42 |
|  | 8.   | Casertana              | 34 | 34 | 12 | 10 | 12 | 49 | 45 |
|  | 9.   | Bagheria               | 33 | 34 | 11 | 11 | 12 | 37 | 38 |
|  | 10.  | Enna                   | 32 | 34 | 11 | 10 | 13 | 38 | 33 |
|  | 10.  | Caltagirone            | 32 | 34 | 11 | 10 | 13 | 35 | 42 |
|  | 10.  | Juventus Stabia        | 32 | 34 | 10 | 12 | 12 | 30 | 37 |
|  | 10.  | Crotone                | 32 | 34 | 11 | 10 | 13 | 35 | 45 |
|  | 14.  | Vigor Nicastro         | 30 | 34 | 11 | 8  | 15 | 33 | 52 |
|  | 15.  | Nissena                | 28 | 34 | 9  | 10 | 15 | 39 | 47 |
|  | 16.  | Ilva Bagnolese         | 27 | 34 | 9  | 9  | 16 | 33 | 47 |
|  | 17.  | Turris (-1)            | 17 | 34 | 4  | 10 | 20 | 20 | 57 |
|  | 18.  | Puteolana              | 15 | 34 | 3  | 9  | 22 | 31 | 90 |

Legenda:
      Qualificato alla fase finale.
      Retrocesso in Promozione 1956-1957.
Regolamento:
Due punti a vittoria, uno a pareggio, zero a sconfitta.
Pari merito in caso di pari punti.
Note:
La Turris è stata penalizzata con la sottrazione di 1 punto in classifica.

## Fase finale

### Promozioni

#### Area Nord-Ovest
|          | Risultati |          | Luogo e data           |
| -------- | --------- | -------- | ---------------------- |
| Biellese | 1-0       | Fanfulla | Biella, 27 maggio 1956 |
| Fanfulla | 0-0       | Biellese | Lodi, 3 giugno 1956    |
|          |           |          |                        |

#### Area Nord-Est
| Reggiana | 1-0 | Bolzano  | Reggio Emilia, 27 maggio 1956 |  |  |  |  |
| Bolzano  | 0-1 | Reggiana | Bolzano, 3 giugno 1956        |  |  |  |  |
|          |     |          |                               |  |  |  |  |

#### Area Centro
|               | Risultati |               | Luogo e data          |
| ------------- | --------- | ------------- | --------------------- |
| Siena         | 0-0       | Chinotto Neri | Siena, 27 maggio 1956 |
| Chinotto Neri | 1-5       | Siena         | Roma, 3 giugno 1956   |
|               |           |               |                       |

#### Area Sud
|         | Risultati |         | Luogo e data                    |
| ------- | --------- | ------- | ------------------------------- |
| Reggina | 2-0       | Pescara | Reggio Calabria, 27 maggio 1955 |
| Pescara | 0-0       | Reggina | Pescara, 3 giugno 1955          |
|         |           |         |                                 |

### Poule scudetto

#### Semifinali settentrionali
|          | Risultati |          | Luogo e data                  |
| -------- | --------- | -------- | ----------------------------- |
| Reggiana | 0-0       | Biellese | Reggio Emilia, 10 giugno 1956 |
| Biellese | 1-2       | Reggiana | Biella, 17 giugno 1956        |
|          |           |          |                               |

#### Semifinali meridionali
|         | Risultati |         | Luogo e data                    |
| ------- | --------- | ------- | ------------------------------- |
| Siena   | 3-0       | Reggina | Siena, 10 giugno 1956           |
| Reggina | 1-1       | Siena   | Reggio Calabria, 17 giugno 1956 |
|         |           |         |                                 |

#### Finale
|          | Risultati |          | Luogo e data                  |
| -------- | --------- | -------- | ----------------------------- |
| Reggiana | 1-0       | Siena    | Reggio Emilia, 24 giugno 1956 |
| Siena    | 5-2       | Reggiana | Siena, 1º luglio 1956         |
|          |           |          |                               |

Le regole prevedevano due incontri, di andata e ritorno, giocati ciascuno in casa dalle finaliste; in questo caso avendo entrambe vinto, secondo le regole dell'epoca fu necessaria una finale supplementare in campo neutro.
|       | Risultati |          | Luogo e data           |
| ----- | --------- | -------- | ---------------------- |
| Siena | 3-1       | Reggiana | Bologna, 8 luglio 1956 |
|       |           |          |                        |